# Hoe sterk is de eenzame fietser
Hoe sterk is de eenzame fietser is het vijfde studioalbum van Boudewijn de Groot, verschenen in september 1973. De albumtitel is afkomstig uit het nummer Jimmy, dat De Groot vernoemde naar zijn zoon Jim de Groot. Samen zijn ze te zien op de albumhoes. De teksten zijn van Lennaert Nijgh en Ruud Engelander, De Groots toenmalige zwager. Twee nummers zijn vertalingen van gedichten van William Blake.

## Inhoud
Hans Hollestelle en Ben de Bruijn verzorgden de gitaarsolo's op respectievelijk Terug van weggeweest en Jimmy. Het nummer De reiziger bevat een gastbijdrage van Vera Beths op viool.
Het album stond 20 weken in de albumlijst en bereikte de eerste plaats. In 2002 verscheen het album op sacd.
Op 1 november 1973 zond de VARA een televisie-special uit waarin De Groot alle nummers van het album ten gehore bracht.
Begin 1974 verscheen een carnavalsversie van het nummer Tante Julia op single, opgenomen als duet met Nico Haak.
De foto van de platenhoes is geschoten door fotograaf Frits van Swoll, in het gebied van de Amsterdamse Waterleidingduinen. Daartoe moest ontheffing aangevraagd worden, want dat gebied was normaliter alleen toegankelijk voor voetgangers (dienstvoertuigen daargelaten). In 2019 trokken De Groot en presentator Menno Bentveld voor het televisieprogramma Vroege Vogels door het gebied in een poging de plek terug te vinden. Ze konden hem niet terugvinden ook al zag De Groot in dat de foto gespiegeld op de hoes was gezet. Normaliter droeg hij zijn horloge namelijk links, maar op de foto rechts, aldus De Groot.

## Ontvangst
Het album werd in het algemeen lovend ontvangen door de Nederlandse pers. Het Algemeen Dagblad noemde het 'een indrukwekkende lp', Tubantia 'een sterke plaat'.
De Groot ontving zijn derde Edison voor dit album. Daarnaast werd het beloond met een gouden en een platina plaat.

## Tracklist

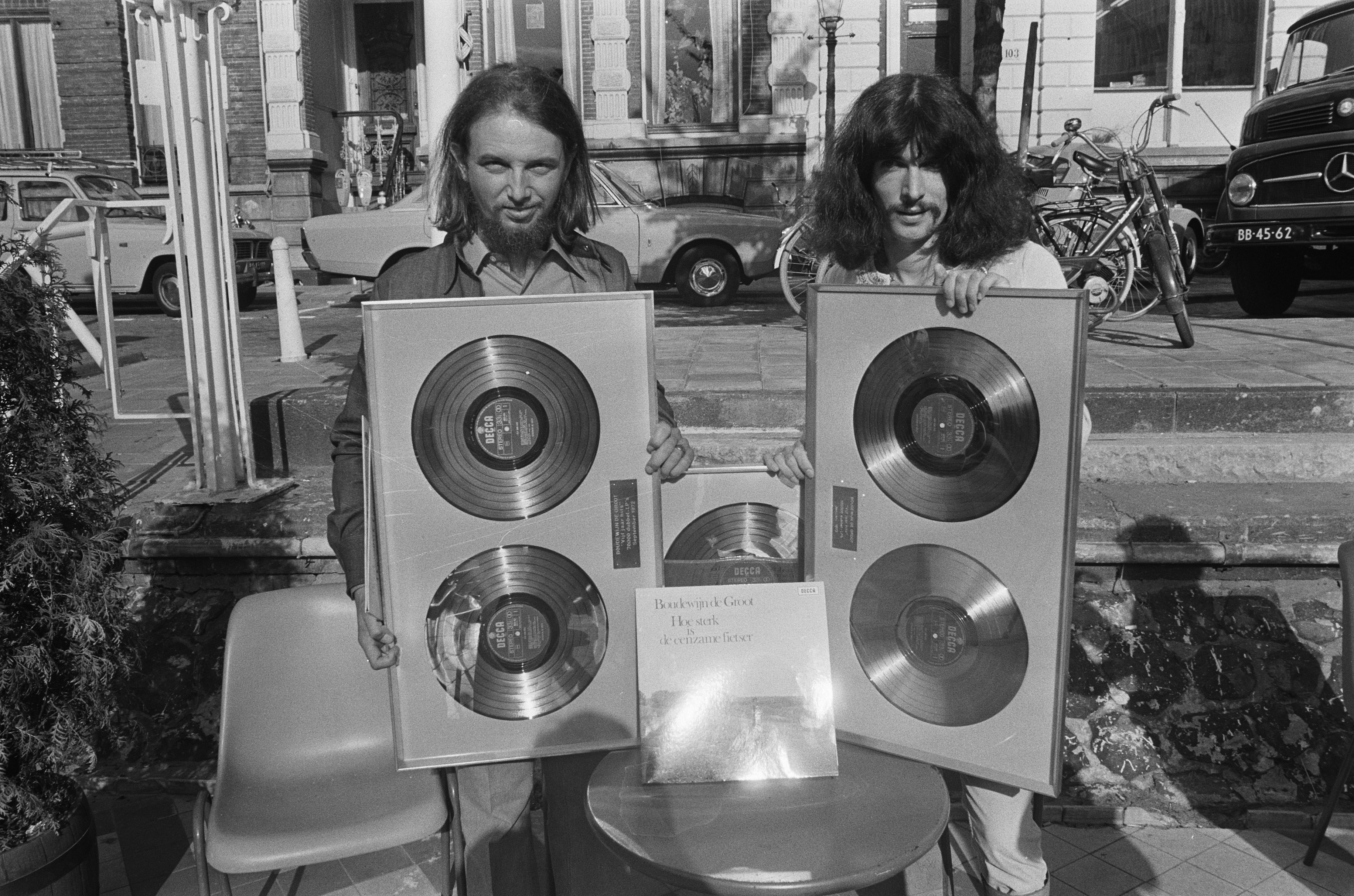
Nijgh en De Groot met platina plaat (1973)

Alle teksten zijn geschreven door Lennaert Nijgh tenzij anders vermeld, alle muziek is geschreven door Boudewijn de Groot.
| Nr. | Titel                                                         | Originele titel | Duur |
| --- | ------------------------------------------------------------- | --------------- | ---- |
| 1.  | Terug van weggeweest                                          |                 | 5:08 |
| 2.  | Wat geweest is, is geweest                                    |                 | 4:02 |
| 3.  | Onderweg                                                      |                 | 2:58 |
| 4.  | Het Spaarne                                                   |                 | 3:19 |
| 5.  | Kindermeidslied (Tekst: William Blake, vert. Ruud Engelander) | Nurse's Song    | 2:59 |

| Nr. | Titel                                                                    | Originele titel     | Duur |
| --- | ------------------------------------------------------------------------ | ------------------- | ---- |
| 1.  | Jimmy (Tekst: Ruud Engelander)                                           |                     | 3:52 |
| 2.  | Tante Julia                                                              | Aunt Emily          | 2:47 |
| 3.  | Ik zal je iets vertellen                                                 |                     | 3:18 |
| 4.  | Parijs, Berlijn, Madrid (Tekst: Ruud Engelander)                         |                     | 3:12 |
| 5.  | De kleine schoorsteenveger (Tekst: William Blake, vert. Ruud Engelander) | The Chimney Sweeper | 2:59 |
| 6.  | De reiziger                                                              |                     | 2:50 |